# کاراگایلی
کاراگایلی (به قزاقی: Karagayly) یک منطقهٔ مسکونی در قزاقستان است که در استان آلماتی واقع شده‌است.